# Viljandi linnastaadion
Het Viljandi linnastaadion is een voetbalstadion in de Estse stad Viljandi. In het stadion speelt FC Viljandi haar thuiswedstrijden. Het stadion biedt plaats aan 1.006 toeschouwers.